# 玛丽亚新施蒂夫特
玛丽亚新施蒂夫特是奥地利上奥地利州施泰尔兰县的一个市镇。总面积46平方公里，总人口1650人，人口密度35.9人/平方公里（2005年）。